# Hiéroglyphe égyptien G46
Pour les articles homonymes, voir Poussin.
Le poussin de caille et faucille en hiéroglyphes égyptiens, est classifié dans la section G « Oiseaux » de la liste de Gardiner ; il y est noté G46.

## Représentation
Il représente la combinaison en monogramme d'un poussin de caille des blés (Coturnix coturnix) (hiéroglyphe G43) et d'une faucille (hiéroglyphe U1). Il est translittéré mȝw.

## Utilisation
C'est un phonogramme trilitère de valeur mȝw (U1 mȝ et G43 w).